# Giám đốc Phân tích
Giám đốc Phân tích, tiếng Anh: Chief analytics officer hay CAO, là một chức danh cho nhà quản lý cao cấp chịu trách nhiệm phân tích dữ liệu cho một tổ chức, ví dụ như một công ty niêm yết hoặc một tổ chức giáo dục. CAO thường báo cáo cho Giám đốc Điều hành (CEO).